# STS-41-D
STS-41-D, voluit Space Transportation System-41-D, was een Spaceshuttlemissie van de NASA waarbij de Space Shuttle Discovery gebruikt werd. De Discovery werd gelanceerd op 30 augustus 1984. Dit was de twaalfde Space Shuttlemissie en de eerste vlucht voor de Discovery.

## Bemanning
- Henry Hartsfield (2), Jr., bevelhebber
- Michael Coats (1), Piloot
- Judith Resnik (1), Missiespecialist 1
- Steven Hawley (1), Missiespecialist 2
- Richard Mullane (1), Missiespecialist 3
- Charles Walker (1), Payloadspecialist 1

tussen haakjes staat het aantal vluchten dat de astronaut gevlogen zou hebben na STS-41-D

## Missieparameters
- Massa
  - Shuttle bij lancering: 119.511 kg
  - Shuttle bij landing: 91.476 kg
  - Vracht: 21.552 kg
- Perigeum: 300 km
- Apogeum: 307 km
- Glooiingshoek: 28,5°
- Omlooptijd: 90,6 min